# Norops hobartsmithi
Norops hobartsmithi este o specie de șopârle din genul Norops, familia Polychrotidae, descrisă de Nieto-montes De Oca în anul 2001. A fost clasificată de IUCN ca specie în pericol. Conform Catalogue of Life specia Norops hobartsmithi nu are subspecii cunoscute.